# Rhampholeon platyceps
Rhampholeon platyceps — вид ігуаноподібних ящірок родини хамелеонових (Chamaeleonidae). Мешкає в Малаві і Мозамбіку.

## Поширення і екологія
Rhampholeon platyceps мешкають на плато Шире на південному заході Малаві, зокрема в горах Зомба, Муландже і Мчезе, а також на горі Намулі на півночі центрального Мозамбіку. Вони живуть у вологих гірських тропічних лісах, на висоті від 900 до 1900 м над рівнем моря. Вдень шукають їжу в лісовій підстилці, серед опалого листя, а на ніч перебираються на низько розташовані гілки кущів в підліску.

## Збереження
МСОП класифікує цей вид як такий, що перебуває під загрозою зникнення. Rhampholeon platyceps загрожує знищення природного середовища.